# Richard Krebs
Richard Krebs (Amburgo, 30 luglio 1906 – Amburgo, 29 giugno 1996) è stato un velocista tedesco.

## Palmarès

### Olimpiadi
- Argento a Amsterdam 1928 nella staffetta 4×400 metri.